# Едвард Фредкін
Едвард Фредкін (англ. Edward Fredkin; 2 жовтня 1934 — 13 червня 2023)  — американський вчений-інформатик, фізик і бізнесмен, який був піонером цифрової фізики.
Основний внесок Фредкіна включав роботу з оборотних обчислень і клітинних автоматів. У той час як у книзі Конрада Цузе «Обчислення простору» (1969) згадувалося про важливість оборотних обчислень, вентиль Фредкіна стали істотним проривом. У більш пізній роботі він використав термін цифрова філософія (DP).
Протягом своєї кар’єри Фредкін був професором комп’ютерних наук у Массачусетському технологічному інституті, видатним науковцем Фейрчайлда в Каліфорнійському технологічному інституті, видатним професійним професором Університету Карнегі-Меллона та професором-дослідником фізики в Бостонському університеті .

## Молодість і освіта
Мати і батько Фредкіна були російськими іммігрантами, які познайомилися в Лос-Анджелесі, і він був молодшою дитиною з чотирьох. Його мати була концертуючою піаністкою, хоча професійно не виступала. Вона померла від раку, коли йому було 11 років. Його батько був бізнесменом, але втратив усе під час краху фондового ринку 1929 року, і в результаті сім'я була відносно бідною. Іноді він жив з іншими сім'ями або зі старшою сестрою. Зрештою його батько одружився вдруге, і вони з сестрою повернулися. У дитинстві він був водночас підприємливим і цікавився наукою та тим, як все працює. Щоб заробити гроші, він займався різними справами у вихідні та позашкільні години, зрештою впоравшись із великою доставкою газет. У віці 10 років він купив хімічні матеріали та зробив власний феєрверк, який тоді був заборонений у Лос-Анджелесі. Він погано вчився в школі, тому що не виконував домашніх завдань. Він закінчив середню школу Джона Маршалла на семестр раніше, щоб заробити грошей на навчання та на проживання в Каліфорнійському технологічному інституті (Caltech). Пізніше Каліфорнійський технологічний інститут сказав йому, що його зарахували з найгіршими оцінками в середній школі, які вони коли-небудь бачили. На другому курсі він залишив Каліфорнійський технологічний інститут. 
Потім він приєднався до ВПС США (USAF), щоб стати пілотом винищувача. Його комп’ютерна кар’єра почалася в 1956 році, коли USAF направили його в лабораторію Лінкольна Массачусетського технологічного інституту, де він працював над комп’ютером SAGE. 

## Кар'єра
Фредкін працював у ряді комп’ютерних компаній і обіймав академічні посади в низці університетів. Він був комп’ютерним програмістом, пілотом, радником компаній і урядів, а також фізиком. Його основні інтереси стосувалися цифрових комп'ютероподібних моделей основних процесів у фізиці.
Спочатку Фредкін зосереджувався на фізиці; однак він почав працювати з комп’ютерами в 1956 році, коли його відправили USAF, де він навчався як пілот реактивного літака, до лабораторії Лінкольна Массачусетського технологічного інституту. Після закінчення служби в 1958 році Фредкін був найнятий JCR Licklider для роботи в дослідницькій фірмі Bolt Beranek&Newman (BBN). Побачивши прототип комп'ютера PDP-1 на Східній об'єднаній комп'ютерній конференції в Бостоні в грудні 1959 року, Фредкін рекомендував BBN придбати перший PDP-1 для підтримки дослідницьких проектів BBN. Нове апаратне забезпечення спочатку постачалося без будь-якого програмного забезпечення.
Фредкін написав мову асемблера PDP-1 під назвою FRAP (Free of Rules Assembly Program, також іноді звану Fredkin's Assembly Program) і свою першу операційну систему (ОС). У 1961 році він організував і заснував Товариство користувачів цифрового обладнання (DECUS) і брав участь у його перших проектах. Працюючи безпосередньо з Беном Герлі, розробником PDP-1, Фредкін розробив значні модифікації апаратного забезпечення для підтримки розподілу часу через систему розподілу часу BBN . Він винайшов і розробив першу сучасну систему переривань, яку Digital назвав «Sequence Break». Він продовжував працювати в галузі штучного інтелекту (ШІ).
У 1962 році він заснував Information International, Inc., першу компанію комп’ютерних технологій, яка розробляла високоточні цифрові сканери на плівку, а також інше передове апаратне забезпечення.
У 1968 році Фредкін повернувся до академії, почавши з Массачусетського технологічного інституту (MIT) як повний професор, незважаючи на те, що не мав навіть ступеня бакалавра. З 1971 по 1974 роки Фредкін був директором проєкту MAC в MIT . Над проєктом MAC (проєкт з математики та обчислень), фінансованого DARPA, працював у сфері штучного інтелекту з Марвіном Мінскі. (У 1976 році проєкт MAC було перейменовано в Лабораторію комп’ютерних наук Массачусетського технологічного інституту ). Він провів рік у Каліфорнійському технологічному інституті як видатний науковець Фейрчайлда, працюючи з фізиком, лауреатом Нобелівської премії Річардом Фейнманом, і був професором фізики в Бостонському університеті для шість років.
Фредкін мав офіційні та неформальні зв’язки з Університетом Карнегі-Меллона (CMU) протягом кількох десятиліть. Його пізніші академічні інтереси були в області цифрової механіки, яка є вивченням дискретних моделей фундаментальних процесів у фізиці . Фредкін був почесним професором комп’ютерних наук у CMU , а також запрошений науковець у MIT Media Laboratory. Станом на  2022 , він був почесним професором робототехніки в CMU.
Фредкін був засновником або генеральним директором різноманітних компаній, у тому числі Information International, Three Rivers Computer Corporation, New England Television Corporation (власник тодішньої філії Бостонської CBS WNEV на каналі 7) і The Reliable Water Company (виробник сучасного морського обладнання для опріснення води).
Фредкін широко цікавився обчисленнями, включаючи апаратне та програмне забезпечення. Він був винахідником структури даних trie, радіотранспондерів для ідентифікації транспортних засобів, концепції комп’ютерної навігації для автомобілів, вентіля Фредкіна та моделі більярдного комп’ютера для оборотних обчислень. Він також займався комп’ютерним зором, шахами та іншими сферами досліджень штучного інтелекту .
Фредкін також працював на перетині теоретичних питань фізики обчислень з обчислювальними моделями фізики. Він винайшов сімейство клітинних автоматів SALT. Ден Міллер розробив і запрограмував реалізацію Busy Boxes Salt за допомогою Суреша Кумара Деванатана. Ранні моделі SALT — це 2+1-вимірні квазіфізичні, оборотні, універсальні клітинні автомати, які мають другий порядок у часі та дотримуються правил, що моделюють оборотність CPT .

## Версія цифрової філософії Фредкіна
Цифрова філософія (DP) — це один із типів цифрової фізики / панкомп’ютералізму, філософська школа, яка стверджує, що всі фізичні процеси природи є формами обчислень або обробки інформації на найфундаментальнішому рівні реальності. Панкомп'ютералізм пов'язаний з декількома більшими філософськими школами: атомізмом, детермінізмом, механізмізмом, монізмом, натуралізмом, філософським реалізмом, редукціонізмом і науковим емпіризмом.
Панкомп’ютерісти вважають, що біологія зводиться до хімії, яка зводиться до фізики, яка зводиться до обчислення інформації. Кар’єра та досягнення Фредкіна значною мірою були мотивовані цифровою філософією, особливим типом «панкомп’ютералізму», описаним у статтях Фредкіна, зокрема «Вступ до цифрової філософії», «Про душу», «Скінченна природа», «Нова космогонія», та «Цифрова механіка».
Цифрова філософія Фредкіна містить кілька фундаментальних ідей: 
- Усе у фізиці та фізичній реальності повинно мати цифрове інформаційне представлення.
- Усі зміни фізичної природи є наслідками цифрових інформаційних процесів.
- Природа кінцева і цифрова.
- Традиційна іудейсько-християнська концепція душі має аналог у статичній/динамічній душі, визначеній у термінах цифрової філософії.

## Пізніші проекти

### Проект реставрації PDP-1
Фредкін очолював проект реставрації PDP-1, якому вдалося відновити та повторно активувати комп’ютер PDP-1 Музею історії комп’ютерів після семи місяців роботи .

## Смерть
Фредкін помер у Брукліні, штат Массачусетс, 13 червня 2023 року у віці 88 років .

## Нагороди та відзнаки
У 1984 році Фредкін був нагороджений Діксоновою премією Університету Карнегі-Меллона з науки, яка щорічно присуджується особі, яка досягла найбільшого прогресу в науковій галузі в Сполучених Штатах протягом цього року. У 1999 році КМУ заснував професорську посаду Фредкіна.

## Культурні посилання
Профіль Фредкіна разом із зрозумілим поясненням деяких його теорій можна знайти в першій частині книги Роберта Райта «Троє вчених та їхні боги» (1988). Частина книги, яка розповідає про Фредкіна, була витягнута в The Atlantic Monthly у квітні 1988 року.
За словами біографа Роберта Райта, персонаж Стівен Фолкен у фільмі «Військові ігри» був створений за зразком Фредкіна.

### Цитовані роботи
- Miller, Daniel B.; Fredkin, Edward (2005), Two-state, Reversible, Universal Cellular Automata in Three Dimensions, Proc. 2nd Conf. on Computing Frontiers, Ischia, Italy: ACM, с. 45—51, arXiv:nlin/0501022, doi:10.1145/1062261.1062271, ISBN 1-59593-019-1.

## Подальше читання
- Hagar, Ami (2016). Ed Fredkin and the Physics of Information: An Inside Story of an Outsider Scientist. Information & Culture. University of Texas Press. 51 (3): 419—443. doi:10.7560/IC51306.
- Wolfram, Stephen (22 серпня 2023). Remembering the Improbable Life of Ed Fredkin (1934–2023) and His World of Ideas and Stories. Stephen Wolfram Writings. Процитовано 7 вересня 2023.
- Wright, Robert (April 1988). Did the Universe Just Happen?. Atlantic Monthly. (Article contains extensive biographical content on Fredkin.)